# Klaus Katzur
Klaus Katzur (República Democrática Alemana, 26 de agosto de 1943-4 de septiembre de 2016) fue un nadador alemán especializado en pruebas de estilo libre y estilo braza, donde consiguió ser subcampeón olímpico en 1972 en los 4 x 100 metros estilos.

## Carrera deportiva
En los Juegos Olímpicos de Múnich 1972 ganó la medalla de plata en los 4 x 100 metros estilos (nadando el largo de braza), con un tiempo de 3:52.12 segundos, tras Estados Unidos (oro) y por delante de Canadá (bronce), siendo sus compañeros de equipo los nadadores: Roland Matthes, Hartmut Flöckner y Lutz Unger.